# Twisters (Film)
Twisters (englisch für ‚Wirbelstürme‘) ist ein US-amerikanischer Spielfilm aus dem Jahr 2024 mit Daisy Edgar-Jones, Glen Powell und Anthony Ramos, der unter der Regie von Lee Isaac Chung nach einem Drehbuch von Mark L. Smith entstand.

## Handlung
Die Sturmjägerin Kate verfolgt Tornados seit einer verheerenden Begegnung mit einem solchen nur noch am Computerbildschirm. Nachdem ihr Freund Javi sie zurück ins Feld lockt, trifft sie auf Tyler Owens, einem in den Sozialen Medien aktiven Tornadojäger. Owens lebt davon, seine Erlebnisse bei der Sturmjagd mit seiner Crew im Internet zu posten.
Kate, Tyler und andere finden sich mitten in den Pfaden mehrerer Sturmsysteme wieder, die über Zentral-Oklahoma zusammenlaufen und kämpfen um ihr Leben.

## Besetzung und Synchronisation
Die deutschsprachige Synchronisation übernahm die Interopa Film. Dialogregie führte Solveig Duda, die auch das Dialogbuch schrieb.
| Figur        | Darsteller         | Deutscher Sprecher |
| ------------ | ------------------ | ------------------ |
| Kate Cooper  | Daisy Edgar-Jones  | Magdalena Höfner   |
| Tyler Owens  | Glen Powell        | Martin Kautz       |
| Addy         | Kiernan Shipka     | Alice Bauer        |
| Ben          | Harry Hadden-Paton | Peter Flechtner    |
| Boone        | Brandon Perea      | Max Felder         |
| Cathy Cooper | Maura Tierney      | Katrin Fröhlich    |
| Dani         | Katy O’Brian       | Wencke Fiedler     |
| Dexter       | Tunde Adebimpe     | Peter Sura         |
| Javi         | Anthony Ramos      | Imme Aldag         |
| Jeb          | Daryl McCormack    | Karim El Kammouchi |
| Lily         | Sasha Lane         | Victoria Frenz     |
| Mutter       | Samantha Ireland   | Katja Hiller       |
| Praveen      | Nik Dodani         | Amadeus Strobl     |
| Scott        | David Corenswet    | Patrick Roche      |

## Veröffentlichung
In Italien wurde der Film im Juli 2024 am Taormina Film Festival gezeigt. Der deutsche Kinostart war ursprünglich für den 18. Juli 2024 vorgesehen, jedoch um einen Tag vorverlegt.
An seinem US-Startwochenende spielte der Film 80,5 Millionen US-Dollar ein; international wurden 123,2 Millionen Dollar eingespielt.
Auf DVD und Blu-ray wurde der Film am 24. Oktober 2024 veröffentlicht.

## Produktion und Hintergrund
Der Film wurde von Amblin Entertainment, Paramount Pictures, Columbia Pictures und The Kennedy/Marshall Company produziert, als Produzenten fungierten Frank Marshall, Kathleen Kennedy und Patrick Crowley.
Das Budget betrug rund 200 Millionen US-Dollar. Die Dreharbeiten fanden 2023 unter anderem in Oklahoma City, Chickasha, El Reno, Okarche und Cashion im US-Bundesstaat Oklahoma statt und wurden im Juli 2023 durch den Streik der Schauspieler und Drehbuchautoren unterbrochen.
Die Kamera führte Dan Mindel, die Montage verantwortete Terilyn A. Shropshire. Das Production-Design gestaltete Patrick M. Sullivan Jr. und das Kostümdesign Eunice Jera Lee. Von der Motion Picture Association (MPA) erhielt der Film ein PG-13-Rating.
James Paxton, der Sohn des 2017 verstorbenen Schauspielers Bill Paxton aus dem Katastrophenfilm Twister (1996), verkörpert in Twisters die Rolle des Cody.

## Musik
Der Soundtrack zum Film erschien unter dem Titel Twisters: The Album bei Atlantic Records.
1. Luke Combs – Ain’t No Love in Oklahoma[20][21]
2. Miranda Lambert – Ain’t in Kansas Anymore
3. Conner Smith – Steal My Thunder (feat. Tucker Wetmore)
4. Thomas Rhett – Feelin’ Country
5. Warren Zeiders – The Cards I’ve Been Dealt
6. Megan Moroney – Never Left Me
7. Lainey Wilson – Out of Oklahoma
8. Bailey Zimmerman – Hell or High Water
9. Jelly Roll – Dead End Road
10. Kane Brown – Country Classic
11. Sam Barber – Tear Us Apart
12. Tyler Childers – Song While You’re Away
13. Tucker Wetmore – Already Had It
14. Leon Bridges – Chrome Cowgirl
15. Benson Boone – Death Wish Love
16. Shania Twain & Breland – Boots Don’t
17. Dylan Gossett – Stronger Than a Storm
18. Lanie Gardner – Chasing the Wind
19. Jelly Roll – Leave the Light On (feat. Alexandra Kay)
20. Wyatt Flores & Jake Kohn – Before I Do
21. The Red Clay Strays – Caddo County
22. Tanner Usrey – Blackberry Wine
23. Tanner Adell – Too Easy
24. Mason Ramsey – Shake Shake (All Night Long)
25. Tyler Halverson – New Loop
26. Flatland Cavalry – Touchdown
27. Nolan Taylor – Driving You Home
28. Wilderado, Ken Pomeroy und James McAlister – Wall of Death
29. Charley Crockett – (Ghost) Riders in the Sky

Für die Oscarverleihung 2025 wurde Out Of Oklahoma in die Vorauswahl für den besten Filmsong aufgenommen.

## Rezeption
Twisters erhielt ein gutes Presseecho, was sich auch in den Auswertungen US-amerikanischer Aggregatoren widerspiegelt. So erfasst Rotten Tomatoes überwiegend positive Besprechungen und ordnet den Film dementsprechend als „Zertifiziert Frisch“ ein. Laut Metacritic fallen die Bewertungen im Mittel „Grundsätzlich Wohlwollend“ aus.
Oliver Kube vergab auf Filmstarts.de 3,5 von 5 Sternen. Bei den Stürmen und der Verwüstung liefere der Film vollumfänglich ab, bei der Figurenzeichnung und den Handlungstwists habe das Katastrophen-Sequel dagegen Schwächen.
Filmtoast.de bewertete die Produktion mit drei von fünf Punkten. Aus technischer Sicht liefere diese ein Upgrade zu Jan DeBonts Original. Allerdings fehle es am Besonderen. Dies gelte ebenso für die zu ausfransende Story. Positiv seien neben den Effekten und der Kameraarbeit Hauptdarsteller Glen Powell, der Spielfreude zeige.
Mucke-und-mehr.de (6 von 10 Punkte) meinte, dass die Sturmszenen effektreich und mitreißend inszeniert wurden. Ansonsten wirke der Film überladen, nicht jede Handlung sei nachvollziehbar. Daisy Edgar-Jones und Glen Powell spielten gut, und doch wisse der Streifen einen abseits der stürmischen Momente eher wenig zu fesseln und komme „etwas zu Amerika-verliebt daher“.
CountryMusicNews.de vergab 3,5 von 5 Sternen. Das Grundkonzept von „Twister“ werde nach 28 Jahren wieder aufgebrüht. Blasse Charaktere, dünne Story, dafür aber tricktechnisch perfekt inszenierte Sturmszenen und einem umfangreichen Soundtrack, der Liebhaber der Country Music begeistern sollte.

## Auszeichnungen und Nominierungen
Environmental Media Award 2024
- Auszeichnung in der Kategorie Spielfilm[30]

Grammy Awards 2025
- Nominierung in der Kategorie Grammy Award for Best Compilation Soundtrack for Visual Media
- Nominierung in der Kategorie Grammy Award for Best Song Written for Visual Media: Ain’t No Love in Oklahoma von Luke Combs, Autoren: Jessi Alexander, Luke Combs, Jonathan Singleton

Saturn-Award-Verleihung 2025
- Nominierung in der Kategorie bester Action-/Adventurefilm
- Nominierung in der Kategorie beste Spezialeffekte

Golden Globe Awards 2025
- Nominierung in der Kategorie The Cinematic and Box Office Achievement